# ガンビア

ガンビア共和国
Republic of the Gambia

国の標語：Progress, Peace, Prosperity

（進歩、平和、繁栄）
国歌：For The Gambia Our Homeland（英語）
わが祖国ガンビアのために

ガンビア共和国（ガンビアきょうわこく、英語: Republic of the Gambia）、通称ガンビアは、西アフリカ西岸に位置する共和制国家。イギリス連邦加盟国であり（2018年に復帰）、西はガンビア川の河口がある北大西洋に面している。陸地部分の国境はすべてセネガルと接している。言い換えれば、海に面した西側以外でセネガルに取り囲まれている。首都はバンジュールで、最大の都市はセレクンダである。

## 国名
公用語である英語では Republic of the Gambia。通称 Gambia [ˈɡæmbiə] ( 音声ファイル)。
国名はガンビア川に由来する。英語では正称・通称ともに国名の前に定冠詞（The）を付けるが、これは15世紀にこの地にポルトガル人が入植したときに、川の名前を「Rio Gâmbia」と呼び、それを英語に直訳した「The Gambia river」に由来し、長年同地域を「The Gambia」と呼ぶのが一般的であったことからである。ガンビアがイギリスから独立した1965年ごろに、非常によく似た名前を持つザンビアも独立をしたことから、混同を避けるために定冠詞をつけた状態を正式名称とした。英称で定冠詞をつける国は他にバハマ、スーダン、コンゴ民主共和国、コンゴ共和国、フィリピン、オランダ、アメリカ合衆国などがある。
2015年12月10日に当時の大統領ヤヒヤ・ジャメによってガンビア・イスラム共和国（Islamic Republic of the Gambia）に変更されたが、ジャメの後任として大統領に就任したアダマ・バロウは2017年1月28日に「イスラム教徒は全体の90%であり、他にキリスト教徒やアニミズム（土着宗教）がいるため、イスラム共和国ではない」と述べ、国名を元に戻した。
日本語の表記は、ガンビア共和国。通称ガンビア。

## 歴史

### 独立以前
ガンビアの地域が初めて歴史に登場するのは、9、10世紀のアラブの商人の記録である。13世紀にはマリ帝国の勢力圏に入った。13世紀にマリンケ族の商人がイスラム教を広め、18世紀まで強い影響力を持っていた。1446年にはポルトガル人がガンビア川下流域に到達し、数十年後には当時まだガンビア川流域に影響を及ぼしていた内陸のマリ帝国と接触している。しかし16世紀末にはマリはガンビア川流域を失い、サルムなどいくつかの王国がかわってこの地域に成立した。また15世紀末以降、ガンビア川は内陸から金と奴隷を海岸部のヨーロッパ勢力へ輸出する主要ルートのひとつとなっていた。1678年にはイギリスが進出、その後フランスと争った末、1783年のパリ条約によりイギリス植民地となる。
1816年には河口にバサースト市（現・バンジュール）が建設された。奴隷貿易が行われていた植民地支配の痕跡をとどめる遺構の数々は、「クンタ・キンテ島と関連遺跡群」としてユネスコの世界遺産に登録されている。ただしこのガンビア植民地は狭小であり、またフランスの一大拠点であるセネガルと隣接していることから、1866年から1876年にかけて両国はガンビアをフランスへ譲渡する領土交換の協議を行っていた。しかし代替地の折り合いがつかないままこの提案は立ち消えとなり、ガンビアはイギリス領のままとなった。1902年にはバサーストのあるサントマリー島が植民地、残りのガンビア川流域が保護領となり、ガンビア植民地および保護領が成立した。
1950年代後半になるとガンビアでも政治運動が盛んとなり、直轄植民地において民主党（DP）や統一党（UP）など、いくつかの政党が結党された。1958年にはダウダ・ジャワラがマリンケ人の支持により保護領地域を基盤とする初の政党である人民進歩党 (PPP)を結成した。1960年には普通選挙制と国会が設置され、統一党のピエール・サン・ヌジエが首相に就任した。1962年の選挙ではPPPが勝利し、ジャワラが首相になり自治権を獲得した。

### 独立と国家連合
1965年2月18日、英国女王を元首とする英連邦王国として独立した。1970年4月24日にはイギリス連邦内の共和国に移行し、ジャワラが初代大統領に就任した。ジャワラ政権は民主主義を堅持し、選挙では常に勝利して政権を維持した。1981年7月29日、ジャワラが外遊中、社会主義革命労働党と国軍内左派グループを中心とした国家革命評議会によるクーデターが起こるが、ジャワラはただちに隣国セネガルに介入を要請、これを鎮圧した。
これによって両国間の関係は緊密化し、1982年2月にはセネガルとの国家連合を形成、セネガンビア国家連合となったものの、ガンビアが自国よりはるかに巨大な勢力であるセネガルに飲み込まれて独立が失われることを恐れたため次第に関係は悪化し、1989年には国家連合を解消した。ジャワラは民主主義と長期政権を維持し、1992年には6選を果たしたものの、長期政権による腐敗や経済の低迷によって国内の不満は高まりつつあった。

### 軍政から民政移管へ
1994年7月、当時29歳のヤヒヤ・ジャメ陸軍中尉による無血クーデターで、ジャワラ大統領はセネガルへ亡命、長期政権に終止符が打たれた。その後はジャメを国家元首とする軍政が敷かれたものの、ヨーロッパ連合やアメリカ合衆国などから援助停止の通告を受けたため、数度のクーデター未遂を経ながら民政移管へと向かっていった。
1996年には大統領選挙が行われてジャメが当選し、1997年には国民議会選挙が行われて民政移管を果たした。ジャメはその後の選挙でも再選を重ねていったが、2008年には同性愛者に国外退去を求めたり、2009年には魔術師狩りを行って国内外から激しい非難を浴びたり、2013年にはイギリス連邦から脱退し、2014年には突如英語を公用語から外すことを宣言するなど暴政や奇矯な行動が目立ち、人権や民主制の状況への懸念から欧米の主要援助国との関係は悪化の一途をたどっていた。2014年にはクーデター未遂も勃発した。
2016年12月の大統領選挙では、長期政権を築いていたジャメを破り、野党連合統一候補のアダマ・バロウが当選した。ジャメは当初は退任を受け入れたものの、のちに退任を拒否し首都に軍隊を配備した。そのため、バロウは2017年1月19日、隣国セネガルの首都ダカールにあるガンビア大使館で宣誓式を行った。15か国で構成される西アフリカ諸国経済共同体（ECOWAS）は、ジャメに対し20日正午までに権限移譲するよう要求し、セネガル、ナイジェリア、ガーナが結成した連合軍は2017年1月19日にガンビアへの軍事介入を表明。これに対し21日、ジャメは退陣を宣言、赤道ギニアへと亡命した。
バロウ政権はジャメ政権時代に悪化した国際関係の修復に努め、2018年2月にはイギリス連邦に復帰した。

## 政治
ガンビアは共和制・大統領制を採用する立憲国家である。現行憲法は1970年4月24日に制定され、幾度かの改正を経ている。

### 行政
国家元首である大統領は国民による直接選挙で選出され、任期は5年。再選制限はない。大統領の強大な権力は憲法により保障されている。副大統領職あり。
行政府は内閣だが、実際の行政権は大統領が行使し、内閣はそれを補佐する執行機関にすぎない。首相職もなく、全閣僚は大統領が任免する。したがって内閣の権限はきわめて小さく、実質的には大統領の顧問団として機能している。

### 立法
立法府は一院制の国民議会である。全58議席のうち、53議席は国民の直接選挙によって選ばれ、残りの5議席は大統領が任命する。任期は5年。

### 政党
統一民主党 (UDP)と、2019年に大統領とその一派が分党した国民党 (NPP)が二大政党となっている。
1996年にヤヒヤ・ジャメが自らの大統領選出馬と民政移管に備えて結成した愛国再建同盟は、国民議会で絶対安定多数を占めて強力な支配体制を敷いていたが、ジャメ失脚とともに党勢が衰え、2017年の選挙では大敗して野党となった。ダウダ・ジャワラの長期政権を支えた人民進歩党 (PPP)は、1994年のクーデターでジャワラが亡命するとその後の国政参加を禁止されて衰退、2005年に民主主義と発展のための国内連合に合流した。

### 司法
最高司法機関は最高裁判所である。

## 国際関係
隣国セネガルとは民族や文化の多くが共通し、両国を合わせてセネガンビアという地域名で呼ばれることもある。ガンビア国土のほとんどがセネガルに取り囲まれる形になっていることもあって両国の関係は深く、1982年から1989年までセネガンビア国家連合を形成していたが、ガンビア側の自立への危惧により解散した。その後も良好な関係は続いたものの、1994年のジャメ政権成立によって両国関係は悪化し、2017年のジャメ政権崩壊までその関係は続いた。しかし現在は再び良好な関係にある。ガンビアはパレスチナを国家承認しており、イスラエルの存在を認めていない。その背景には、ガンビア国民のほとんどがイスラム教徒であることから同じイスラム教徒のパレスチナ人に非常に同情的なことが挙げられる。またヤヒヤ・ジャメ大統領は厳格なイスラム主義者であるとともに、徹底した反米・反イスラエル主義者でもあり、このため同じ反米路線をとるイランやシリア、そしてベネズエラといった国との関係を強化していた。
旧イギリス植民地であったことからイギリス連邦に独立直後から加盟していたが、2013年に当時のジャメ大統領は連邦を「新植民地主義の組織」と批判し、離脱を表明した。その後、2017年2月14日にバロウ大統領は連邦への復帰手続きを開始し、2018年2月8日に復帰した。
ジャメ大統領は1995年から台湾（中華民国）と国交回復していたが、中華人民共和国との貿易額が増大するにつれてその外交関係はぎくしゃくしたものとなり、ついに2013年11月15日には台湾との国交を「国家の戦略的利益のため」断絶したと発表した。
近隣諸国との友好関係の維持に努めるとともに、イスラム諸国圏との緊密なつながりを構築している。1994年の軍事クーデター発生以降、西側諸国より新規援助停止を含む厳しい措置をとられてきたが、1996年以降民主化プロセスの進展に伴い1990年代後半に援助は再開された。しかしジャメ大統領治下の人権状況の悪化に伴い再び援助停止などの措置がとられたが、2017年のジャメ政権の崩壊により関係は改善した。
自国の中心を流れるガンビア川の開発を目指して、1978年にはガンビアとセネガル、ギニア、ギニアビサウの4カ国が加盟するガンビア川流域開発機構が設立されたものの、開発計画は停滞している。

### 日本との関係
ガンビアに日本の在外公館は設置されておらず、在ガンビア大使館は在セネガル大使館によって兼轄されている。2015年、名古屋でガンビア料理店を営むガンビア出身の女性を名誉総領事に任命し、在名古屋ガンビア共和国名誉総領事館を開設した。
- 在留日本人数 - 6人（2023年10月現在）[7]
- 在日ガンビア人数 - 158人（2023年12月、法務省）[7]

## 軍事
- 独立と同時期に設立
- 1994年 2度の軍事クーデター未遂
- 2014年 クーデター未遂

## 地方行政区分
ガンビアは5つの地方と1つの市に分かれる。
1. バンジュール（Banjul）
2. 上流地方（Upper River）

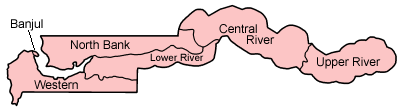
ガンビアの行政区分

3. 中流地方（Central River）
4. 下流地方（Lower River）
5. 北岸地方（North Bank）
6. 西海岸地方（West Coast）

### 主要都市
国土の西端にある首都バンジュールには政府機能が集中しているものの、ガンビア川河口の中州島に存在しているために土地が狭く、首都圏の人口の多くは道路で結ばれたガンビア川南岸に居住しており、南岸にはガンビア最大の都市であるセレクンダをはじめとするいくつかの衛星都市が存在する。

## 地理

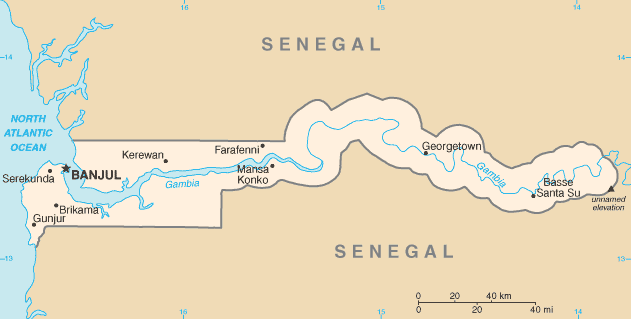
ガンビアの地図

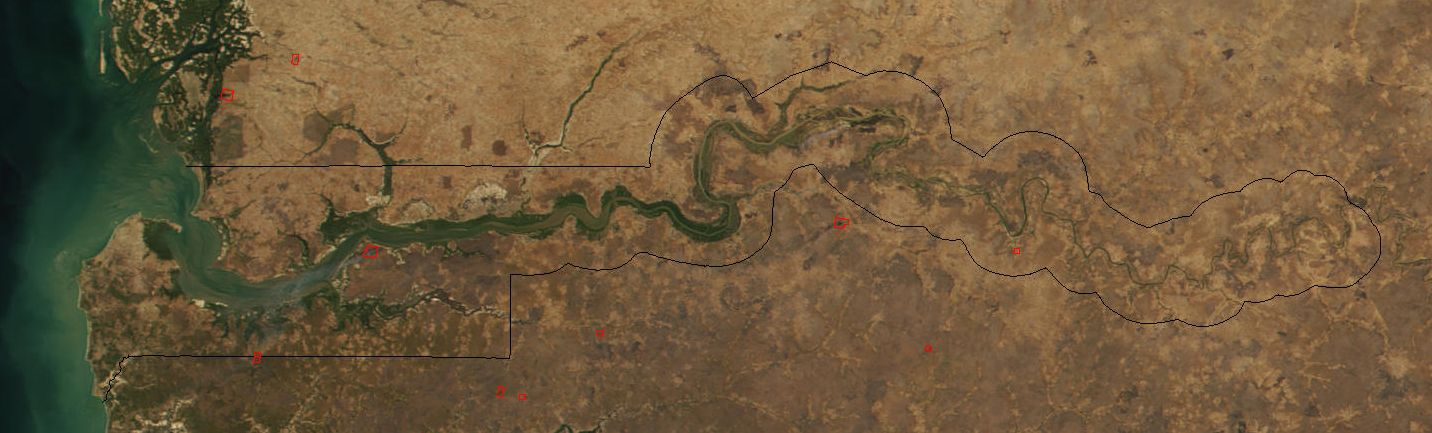
ガンビアの衛星写真

ガンビアはアフリカ大陸最小の国土面積を持つ国である。ガンビア川両側沿岸の細い部分が国土であるため、東西が320kmにわたるのに対しその最大幅は48kmにすぎず、非常に細長い国土となっている。ガンビア川沿岸は、下流にはマングローブが、それより上流には森林が広がり、河道から離れた国土の大部分はサバンナ地帯となっている。国土の最高点でも標高73mにすぎないなど非常に平坦な地形である。
ガンビア川の河口にある島に首都バンジュールが存在し、河道に沿って都市が点在する。全土がサバナ気候（Aw）に属し、6月から10月までは雨期であり、それ以外は乾期である。

## 経済
農業が主産業で、主に自給農業が行われており、コメやトウモロコシなどが栽培されている。換金作物としてはラッカセイが主要生産品となっている。植民地時代は落花生輸出が輸出総額の90％を占めていたが、その後ガンビア経済に占める再輸出の割合が増加するにつれてラッカセイ関係の重要性は低落していき、1986年にはラッカセイ・ラッカセイ粉・ピーナッツオイルを合計しても総輸出の30％程度となり、2014年のデータでは輸出の上位品目から落花生関係が姿を消してしまうなど、輸出に占める割合はわずかなものとなっている。
1977年にアメリカで放映されたテレビドラマ『ルーツ』の主人公であるクンタ・キンテがガンビア出身の黒人奴隷であったことから、1970年代後半にはその故郷であるジュフレやジェームズ島に欧米の観光客が訪れるようになり、観光業が盛んとなった。その後も英語が通じることもあって、ヨーロッパ諸国から気軽に行ける観光地として人気が高まり、1990年には落花生に変わって観光業が外貨の稼ぎ頭となった。ガンビアの観光シーズンは冬の乾期であり、冬季とはいえ熱帯に属し気温は下がらないため、避寒のためにヨーロッパから多くの観光客が訪れる。ガンビア観光で人気があるのはビーチリゾートであり、大西洋岸にはリゾートホテルが多く存在する。しかし1994年のクーデター時には観光客が大きく減少するなど、政情不安の影響を受けやすい。
このほかガンビア経済の特徴として、再輸出貿易の割合の大きさがある。セネガルとガンビアの間の国境線は非常に長い上障害物がほとんどないため移動が容易であり、保護貿易主義をとるセネガルに対し自由貿易のガンビアは関税が安いため、ガンビアで輸入された商品がそのままセネガルへと再輸出されることが盛んに行われている。この再輸出貿易はしばしば非公式貿易の形を取り、ガンビア経済の最も大きな柱となっている。
通貨はダラシ。ガンビア中央銀行が発券銀行である。独立以前に用いられていた西アフリカ・ポンドが1968年にガンビア・ポンドに置き換えられ、さらに1971年に新通貨としてダラシが導入された。

## 交通

### 空港
バンジュール国際空港は、全長3,600メートル、幅員45メートルの滑走路を持つ。スペースシャトルの非常時代替着陸地としてNASAの資金および技術援助のもと1989年に改修された。

### 河川・港湾
バンジュール港はアフリカ西海岸で有数の天然港である。そこからは、3,000トン級の船舶がガンビア川を遡行して内陸のジャンジャンブレアまで航行が可能である。その上流でも小型船の運航は可能で、ガンビア川は輸送の重要なルートとなっている。一方陸上輸送においては、ガンビア川にはかつて1本も橋がかかっておらず、両岸の移動はフェリーに頼っていたが、2019年1月に中流部のファラフェニにおいてファラフェニ橋が開通し、セネガル・ガンビア両国大統領が出席して開通式が挙行された。

## 国民

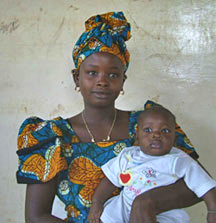
ガンビアの女性とその子供

### 人口
ガンビアの人口は急速に増加しており、1963年に31万6,000人だった人口は、1986年には66万人、2017年には210万人にまで増加した。2021年7月の推定人口は222万人である。

### 民族
ガンビア国民の民族グループの内訳は、マンディンカ人が34%、フラ人が22.4%、ウォロフ人が12.6%、ジョラ人が10.7%、セラフリ人が6.6%、セレール人が3.2%、マンジャク人が2.1%、バンバラ人が1%、その他のアフリカ系民族が1.6%、非ガンビア人が5.2%となっている（2013年推定）。居住地域としては、マンディンカ人が中西部、フラ人とセラフリ人が東部、ウォロフ人が首都バンジュールおよびその近郊、ジョラ人が南部を主な居住地としている。アクと呼ばれる解放奴隷のクレオール人も少数だが存在する。
アレックス・ヘイリー著のアメリカの黒人奴隷を描いた小説、およびそれをもとにしたテレビドラマ『ルーツ』に登場するクンタ・キンテは、このガンビア出身の人物をモデルとしている。

### 言語
公用語は英語である。2014年3月に当時のジャメ大統領が英語を公用語から外すと発表したことがあるものの、その後具体的な動きはないままジャメ大統領は失脚し、英語はそのまま公用語として使用されている。日常生活においては、マンディンカ語、フラニ語、ウォロフ語などの各民族語が使用されている。

### 宗教
イスラム教が95.7%、キリスト教が4.2%である。

### 教育
教育制度はイギリスの制度を基にしている。2015年の推計によれば、15歳以上の国民の識字率は50.8%（男性：61.8%、女性：41.6%）である。2018年の教育支出はGDPの2.4%であった。
高等教育機関として、バンジュール郊外のカニフィングに1999年設立のガンビア大学がある。

### 保健
エイズの感染率は2%（2019年推定）で、2007年に当時のジャメ大統領が夢にて先祖が告げたとされるエイズ治療薬（実際にはハーブや香辛料からなる薬湯）を制作。エイズ患者に抗ウイルス薬治療を止め自身が作った「治療薬」を服用するように命令し、医療専門家らの間では「患者たちに誤った希望を抱かせる」と非難されたことがある。

## マスコミ
国営のGRTSはガンビアで唯一の放送局である。2014年現在、日刊紙は政府系の新聞社である『Daily Observer』と独立した新聞社である『The Point』の2社に加え、2008年からは『Today（英語版）』が日刊紙となった。それ以外には独立系の『Foroyaa』が週に2、3度発行される。
ガンビアの憲法は言論・思想・報道の自由を定めている。しかしジャメの軍政下では軍政の方針から外れる意見を述べたジャーナリストが逮捕、拘束、国外追放される状態にあり、2005年にはNGOの国境なき記者団のブラックリストにジャメの名前が掲載された。

## 文化

### 世界遺産
ガンビア国内には、ユネスコの世界遺産リストに登録された文化遺産が2件登録されている。

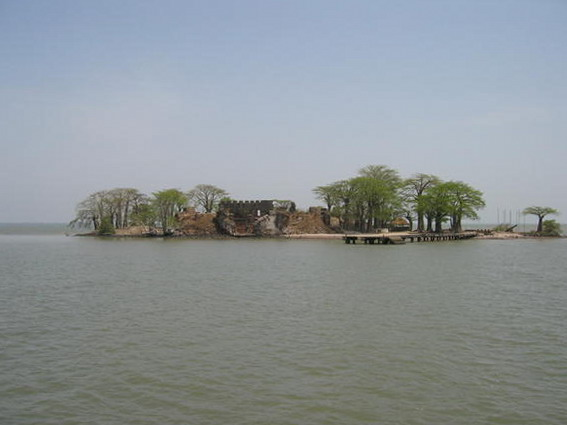
クンタ・キンテ島と関連遺跡群 -（2003年、文化遺産）
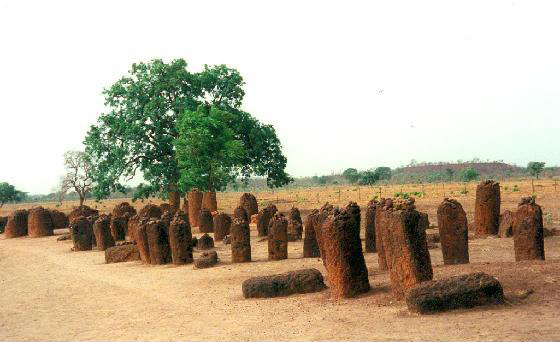
セネガンビアの環状列石（セネガルと共有、2006年、文化遺産）

### 祝祭日
| 日付                   | 日本語表記                                                | 現地語表記       | 備考                        |
| ---------------------- | --------------------------------------------------------- | ---------------- | --------------------------- |
| 1月1日                 | 元日                                                      | New Year's Day   |                             |
| 1月13日†               | 預言者生誕祭                                              |                  | †イスラム暦第3月の12日      |
| 2月18日                | 独立記念日                                                | Independence Day |                             |
| 4月18日（2014年）      | 聖金曜日                                                  |                  |                             |
| 4月20日（2014年）      | 復活祭                                                    |                  |                             |
| 5月1日                 | メーデー                                                  |                  |                             |
| 7月22日                | 共和国の日                                                |                  |                             |
| 7月28〜30日（2014年）† | コリテ （ラマダーン明けの祝日） (イード・アル・フィトル） | korite           | †イスラム暦第10月の1日～3日 |
| 8月15日                | 聖母被昇天                                                |                  |                             |
| 10月4日（2014年）†     | タバスキ（犠牲祭）（イード・アル・アドハー）              | Tobaski          | †イスラム暦第12月の10日     |
| 12月25日               | クリスマス                                                |                  |                             |

### スポーツ
ガンビア国内でも他のアフリカ諸国同様に、サッカーが圧倒的に1番人気のスポーツとなっている。1965年にサッカーリーグのGFAリーグ・ファーストディビジョンが創設された。ガンビアサッカー連盟（GFA）によって構成されるサッカーガンビア代表は、FIFAワールドカップには未出場である。しかし、アフリカネイションズカップには2021年大会で初出場し、グループリーグではチュニジア代表を破るなど快進撃をみせベスト8の成績を収めた。